# Barry Murphy (nuotatore)
Barry Murphy (Dublino, 5 ottobre 1985) è un ex nuotatore irlandese.

## Palmarès
- Europei in vasca corta

Herning 2013: bronzo nei 50m rana.